# Décès en 1107
Décès
- 1103
- 1104
- 1105
- 1106
- 1107
- 1108
- 1109
- 1110
- 1111

Cette page dresse une liste de personnalités mortes au cours de l'année 1107 :
- janvier : Conon de Fenis, évêque de Lausanne.
- 8/janvier : Edgar, roi d'Écosse.
- 12 avril : Bourcard de Fenis, évêque de Bâle.
- 13 juillet[1] : Kilitch-Arslan, ou Kılıç Arslan ou Kilij Arslan, sultan seldjoukide de Roum.
- 9 août : Horikawa, 73e empereur du Japon.
- 8 septembre : Richard de Reviers, seigneur de Reviers, de Vernon (Eure) et de Néhou (Manche) en Normandie, et lord de Plympton, Christchurch et Carisbrooke en Angleterre.
- fin septembre : Maurice, évêque de Londres.

- Cheng Yi, philosophe chinois.
- Geoffroy de Winchester, poète satirique anglais.
- Jekermish, atabeg de Mossoul.
- Markús Skeggjason, scalde islandais.
- Mi Fu, calligraphe et paysagiste chinois, auteur du traité Hua Shi sur la peinture.
- Miles Crispin (en), ou Milo de Wallingford, noble normand.
- Godfrey de Cambrai, prêtre de l'abbaye de Winchester.
- Jayavarman VI, roi de l'empire khmer.
- Daimbert de Pise, évêque puis archevêque de Pise, premier patriarche latin de Jérusalem après avoir été capturé pendant la première croisade.
- Pibon de Toul, 40e évêque de Toul.
- Robert FitzHamon, ou Robert fitz Haimon, seigneur d'Évrecy en Normandie, lord de Gloucester en Angleterre et conquérant de Glamorgan au Pays de Galles.
- Robert de Loritello, baron italo-normand apparenté à la Maison de Hauteville.
- Roger Bigot, ou Bigod, lord de Framlingham et Belvoir.

date incertaine (vers 1107)
- Changlu Zongze (en), moine bouddhiste chinois.

## Crédit d'auteurs
- Cet article est partiellement ou en totalité issu de l'article intitulé « 1107 » (voir la liste des auteurs).